# Джеваншир, Зейнал-хан
Зейнал-хан Джеваншир (азерб. Zeynalxan ağa Yağləvəndli-Cavanşir, 1687 — ?) — азербайджанский военный деятель XVIII века. С 1707 года на службе у Солтан Хусейна. Вёл борьбу за независимость Арасбара против Панах Али-хана, от которых в конечном итоге потерпел поражение.

## Биография
Зейнал-хан сын Сафи-хана Джеваншира, происходил родом из оймака (ветвь племени) Яглавенда.
Родился около 1687 года в Яглавенде на территории Арасбара, ныне Физулинский район Азербайджанской Республики. Детство и юность хана мало изучены, но известно, что отец его Сафи-хан был зажиточным калантарам и принадлежал к роду правителей Арасбара.
С детства отличался умом и храбростью. Имея боевой опыт и разносторонние знания в области военного искусства, состоял на службе у шаха.
В начале XVIII века жители Джаро-Белоканских вольных обществ и Илисуйского султаната восстали против сефевидов. Шах Султан Хусейн предпринял поход с целью усмирить восставших. Восстанием, начавшимся в 1707 году, руководил цахурец Али-султан. Первоначально в борьбе с сефевидами он получил поддержку со стороны турок, и ему удалось освободить от сефевидских наместников обширные территории, вплоть до левого берега реки Куры. Это восстание перекинулось на дагестанские земли. Против повстанцев выступили с большими армиями беглербег Шарвана Хасанали-хан, Угурлу-хан Гянджинский, шекинский правитель Кучук-хан и наместник Кахетии, шахский ставленник Имамкули-хан. Восстание с каждым днём усиливалось, распространяясь среди аварцев, лакцев, даргинцев. В то же время против повстанцев было направлено войско под командованием Зейнал-хана Джеваншира. Большинство лидеров повстанцев были захвачены в плен и казнены. Хаджи-Давуд был схвачен шахской охранкой и брошен в дербентскую темницу.
В 1711 году в Джаро-Белоканах вновь начались антиперсидские и антикызылбашские выступления. Восстание охватило Табасаран, Самурскую долину, Ширван и Шеки. Первым делом шах назначил большую награду за голову руководителя восстания. Руководитель карательных войск, Зейнал-хан, в 1711 г. потребовал от Исфахана присылки дополнительных отрядов, что заставило повстанцев бежать далее, в горы.
Весной 1712 года объединённые отряды Хаджи-Давуда и Сурхай-хана I вновь подошли к Шемахе. Шемахинский беглербек Хасан-хан со своим войском сделал вылазку, намереваясь разбить повстанцев в открытом бою. В ходе завязавшегося недалеко от города ожесточённого сражения сефевидские войска потерпели полное поражение: часть персидско-кызылбашского войска была истреблена на поле боя, а другая обратилась в бегство, погиб и сам беглербек. Преследуя отступавших, повстанцы ворвались в город. В этот период времени Зейнал-хан стал главным правителем юга Карабаха — Арасбара.
К концу 1720 года восстанием против сефевидского владычества была охвачена большая часть Восточного Кавказа. Персидские войска и кызылбаши практически были заперты в Шемахе, Баку и Дербенте. В отличие от предшествующего периода, повстанцы не ограничивались молниеносными нападениями на города и другие населённые пункты, где была сосредоточена шахская администрация, шииты и кызылбаши. В новых условиях, когда кризис Сефевидского государства достиг своего апогея, стало возможным удерживать за собой занятые населённые пункты и устанавливать на местах свои властные структуры.

Весть о падении Шемахи достигла Исфахана — столицы Сефевидов. Однако шах Солтан Хусейн, в обстановке усиливавшихся народных выступлений, политического и хозяйственного упадка, не мог предпринять каких-либо действенных мер. Есаи Гасан-Джалалян сообщал:
…После взятия этого города правители Гянджи и Еревана известили об этом шаха, заявив протест, а сами выступили со всем своим войском и пришли в агванский город Партав на берегу реки Куры. Там собрались ереванский хан со всеми правителями районов, хан гянджинский со всей знатью и остальные с множеством войска до 30 000 30000 чел.. Но от царя (шаха) не было войска и никакой им помощи не пришло, ибо он был очень занят и озабочен войной в районах Кандагара. Он только словесно и письменно приказывал им сделать всё что можно .
Осенью 1721 года Хаджи-Давуд разгромил 30-тысячное войско эриванского и гянджинского беглербеков на переправе через Куру. После этой победы Хаджи-Давуд взял Барду.
Однако главная угроза пришла от афганцев из племени Гильзаи. В 1722 году Махмуд во главе сравнительно малочисленной армии двинулся к столице империи — Исфахану. Вместо того, чтобы укреплять оборону столицы, Солтан Хусейн выступил навстречу повстанцам. 8 марта 1722 года у города Голнабад армия шаха была разбита. Махмуд, развивая успех, осадил Исфаган. Солтан Хосейн отказался от престола в пользу нового шаха Персии — Махмуда.
Государство Сефевидов в тот период испытывало огромные проблемы. Повсеместно вспыхивали восстания, недовольство политикой шаха привело к объединению усилий суннитской оппозиции в лице афганских и курдских племён, с северо-запада и севера на Иран оказывали давление Турция и Россия.
В 1723 году эрзерумский паша вошёл с войсками в Карабах. Османский паша стремился захватить весь Карабах, в том числе и Арасбар. Поэтому в течение 1723 году османы двинули войска в сторону Арасбара. Сам Зейнал-хан не хотел сдавать Арасбар, он распространял слухи о том, что османцы лишат ханов власти, об этом он писал Гянджинскому хану. Османские войска заняли Арасбар. Его заменил Ибрагим-бек, который был назначен по приказу султаном Махмудом
В 1732 году, приняв чрезвычайные полномочия с именем Тахмасиб Кули хана, Надир начал против Турции войну, поощряемую Россией, и к концу 1733 года он с войсками подошёл к реке Аракс и остановился там на зимовку. Во время зимовки к Надиру прибыл Зейнал-хан. Осенью того же года Надир двинулся к Гяндже и в середине октября подошёл к городу, в котором находился турецкий гарнизон во главе с Али-пашой.
17 апреля 1735 года Надир отдал распоряжение о прибытии к Гяндже дополнительной 30-тысячной армии. Однако это не решило исход борьбы за Гянджинскую крепость. Рассчитывая на помощь турецких войск из Карса и Иравана, турецкий гарнизон Гянджи не сдавался. По этой причине, оставив под Гянджой 4-тысячное войско, Надир к концу мая двинулся в Эчмиадзин. 8 июня к северо-востоку от последнего произошло крупное сражение, в котором турецкая армия во главе с сераскерами Абдулла паши и Сары Мустафа паши потерпела поражение и вынуждена была отступить. Это поражение лишило турецкий гарнизон в Гяндже надежды на помощь. 9 июля 1735 г. начальник гарнизона в крепости Али паша и владетель Гянджинского беглярбекства Угурлу хан были вынуждены сдать город.
Однако, как свидетельствует Мирза Адыгезал бек, гянджинские беглярбеки, происходившие из фамилии Зияд оглы, открыто и тайно противодействовали стремлению Надира занять шахский престол. По исследованию И. П. Петрушевского, Угурлу хан II Зияд оглы, едва ли не единственный, выступил там с непризнанием Надира шахом.
Мирза Адыгезал-бек Карабаги пишет: «Надир-шах, имея в виду, что потомство Зияд-оглу старинное и очаг их пережил много поколений, не счел удобным применить к ним иного наказания, как только того, что илатов Казаха и Бошчалу (Борчалов) со своими ханами подчинил эмирам Гюорджистана и высоко поставленному вали. Население же Джеваншира, Отузики и Кебирли, входящее в состав илатов Карабаха, было приказано переселять в местность Сарахс Хорасанского вилайета. Было приказано отвести им там участок для постоянного поселения».
В 1747 году после убийства Надир шаха центральная власть в Иране была парализована. Джеванширы и другие переселённые племена вернулись в Карабах.
Зейнал-хан стоял во главе вооружённых сил Арасбара в Карабахе и до конца своей жизни боролся против горских и османских завоевателей. Участвуя в походах Надир-шаха, проявил себя талантливым военачальником и стал одним из его полководцев. После смерти Надир-шаха в 1747 году возглавил карабахские части иранской армии и увёл их в Карабах, где вновь занял пост хакима Арасбара.
В 1748 году Панах Али-хан приказал казнить Зейнал-хана и тем восстановил против себя всех джеванширов, которые перешли на его сторону. Джеванширские султаны и другие представители знати поддерживали Зейнал-хана.
Зейнал-хан отличился в сражениях с Панах Али-ханом, который пытался захватить южные магалы Карабаха, поэтому авторитет его так вырос, что, не имея ханского титула, он фактически обладал властью, сравнимой с ханской.
Панах Али-хан собрал огромное войско и двинул его на завоевание южных магалов. Обратив в бегство и перебив войска Зейнал-хана, Панах Али-хан дошёл до Арасбара. Таким образом, Панах Али-хан окончательно утвердил свое господство над южными магалами карабахской территории.
Известно, что побеждённый Зейнал-хан был изгнан из Арасбара и умер на чужбине в Карадаге.

## Семья
У Зейнал-хана было 3 жены, а от них — 4 сыновей и 3 дочери. Из сыновей: Сафи-хан.